# Frederik Victor Knuth
Sigismund Ellis Frederik Victor Lüttichau greve Knuth (3. marts 1895 på Store Grundet ved Vejle – 25. september 1980) var en dansk hofembedsmand og officer.

## Biografi
Han var søn af hofjægermester, greve C.F. Knuth (død 1936) og hustru Sigrid f. Lorck (død 1910), blev student 1914 og gik ind i Hæren, hvor han blev premierløjtnant af artilleriet 1920, kaptajnløjtnant og batterichef ved 6. artilleriafdeling 1932, kaptajn og batterichef ved 5. artilleriafdeling 1934, adjutant hos kong Christian 10. 1935-47, oberstløjtnant af forstærkningen 1947 og tog afsked med forsvaret 1948. 
Knuth var dernæst ceremonimester ved H.M. kongens hof fra 1. april 1947, tjenstgørende kammerherre hos H.M. dronning Alexandrine fra 1. august 1947 og hofchef hos allerhøjstsamme 1948-52 samt Ordenskapitlets sekretær og chef for Ordenskapitlets sekretariat 1953-70. Han var formand for Dansk Adels Forbund, medlem af repræsentantskabet for Den Danske Provinsbank, Kommandør af 1. grad af Dannebrog og Dannebrogsmand.
Han blev gift 30. november 1922 med grevinde Elisabeth Knuth (se denne), f. de Fine Skibsted.